# Collyria nigricator
Collyria nigricator là một loài tò vò trong họ Ichneumonidae.